# Katumba

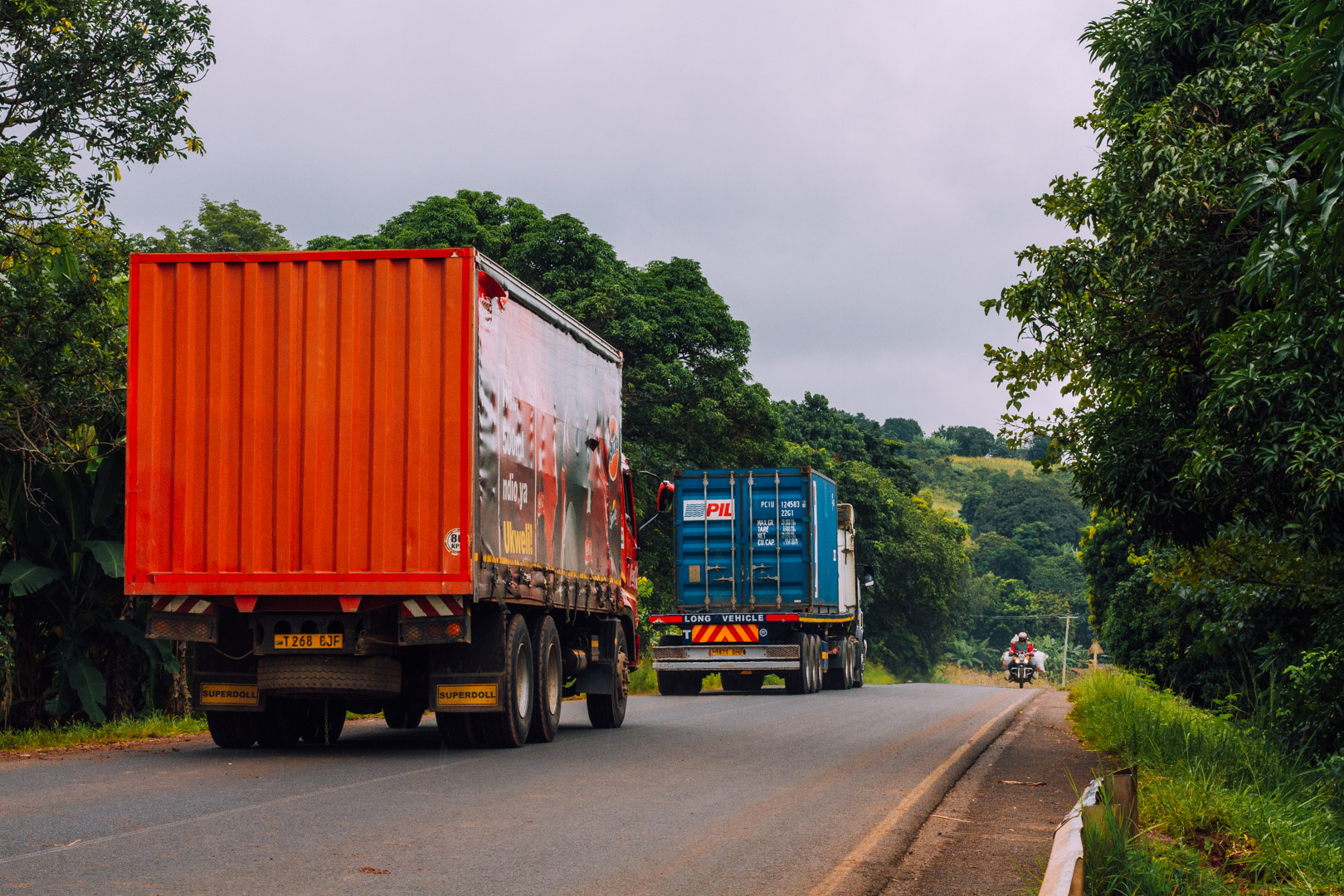
Sur la route de Katumba.

Katumba est une ville située dans la région de Mbeya, en Tanzanie.

## Source
- (en) Cet article est partiellement ou en totalité issu de l’article de Wikipédia en anglais intitulé « Katumba » (voir la liste des auteurs).